# Saint-Julien-la-Vêtre
Saint-Julien-la-Vêtre is een plaats en voormalige gemeente in het Franse departement Loire (regio Auvergne-Rhône-Alpes) en telt 451 inwoners (1999). De plaats maakt deel uit van het arrondissement Montbrison. Saint-Julien-la-Vêtre is op 1 januari 2019 gefuseerd met de gemeente Saint-Thurin tot de gemeente Vêtre-sur-Anzon. 

## Geografie
De oppervlakte van Saint-Julien-la-Vêtre bedraagt 13,0 km², de bevolkingsdichtheid is 34,7 inwoners per km².
De onderstaande kaart toont de ligging van Saint-Julien-la-Vêtre met de belangrijkste infrastructuur en aangrenzende gemeenten.

## Demografie
Onderstaande figuur toont het verloop van het inwonertal (bron: INSEE-tellingen).